# Stenurella melanura
Espèce
Le lepture à suture noire, Stenurella melanura (synonyme : Strangalia melanura), est une espèce de petits coléoptères de 6 à 10 mm de long, de la famille des longicornes (les cérambycidés), de la sous-famille des lepturinés.